# Mozarildo Cavalcanti
Francisco Mozarildo de Melo Cavalcanti GOMD • ComMM (Boa Vista, 11 de junho de 1944) é um professor, médico, maçom e político brasileiro filiado ao Progressistas (PP). Por Roraima, foi senador e deputado federal, ambos por dois mandatos, além de secretário de Saúde durante o governo Jucá.
É filho de Mozart Cavalcanti e de Cléa de Melo Cavalcanti. Casou-se com Geilda Monteiro Cavalcanti, com quem teve três filhos.

## Biografia
Foi o primeiro roraimense formado em medicina no Estado, assim como o primeiro roraimense presidente do CRM-RR (Conselho Regional de Medicina de Roraima). Médico formado na Universidade Federal do Pará no ano de em 1969, é professor concursado da Universidade Federal de Roraima.
Pertenceu a Aliança Renovadora Nacional (ARENA) e ao Partido Democrático Social (PDS), no qual se elegeu deputado federal em 1982 pelo ainda Território Federal de Roraima. Participou das comissões de Serviço Público (1983-1984), do Interior (1984-1987) e do Índio (1983-1987). Não esteve presente na seção de 25 de abril de 1984, na qual foi rejeitada a Proposta de Emenda Constitucional Dante de Oliveira, que permitiria eleições diretas para presidente da República. Faltaram 22 votos para que o projeto pudesse ser encaminhado até a aprovação pelo Senado Federal. Como a emenda foi rejeitada, a eleição para Presidente da República de 1985 ocorreu de modo indireto. Mozarildo votou no candidato da oposição, Tancredo Neves. Mesmo escolhido pelo Congresso Nacional como próximo presidente, Tancredo não tomou posse, uma vez falecido em 21 de abril de 1985.
Reeleito em 1986, já pelo antigo Partido da Frente Liberal (PFL), Mozarildo foi deputado constituinte. Retirou-se do cargo para ocupar a Secretaria de Saúde de Roraima, o que ocorreu durante a gestão de Romero Jucá (1988-1991).
Em 1998 elegeu-se senador pelo Partido Progressista Brasileiro (PPB; atual PP). Porém antes mesmo de tomar posse, voltou ao PFL, ao assumir a presidência do diretório regional do partido. Em 2000, como presidente regional do PFL, Mozarildo foi admitido pelo presidente Fernando Henrique Cardoso à Ordem do Mérito Militar no grau de Comendador especial. Filiou-se ao Partido Popular Socialista (PPS) em janeiro de 2003 e foi líder do partido no Senado Federal até o mês de fevereiro de 2004.
Em 2005, foi novamente condecorado, dessa vez pelo presidente Luiz Inácio Lula da Silva com a Ordem do Mérito da Defesa no grau de Grande-Oficial. No mesmo ano, filiou-se ao Partido Trabalhista Brasileiro (PTB), reelegendo-se no Senado Federal nas eleições de 2006, após árdua campanha contra Teresa Surita. Foi líder do PTB no Senado de fevereiro de 2005 a janeiro de 2007.
Mozarildo chegou a disputar a eleição para Grão-Mestre do Grande Oriente do Brasil, a mais antiga associação de Lojas Maçônicas do país, perdendo o pleito para Marcos José da Silva.
Em 2014, perdeu o seu mandato de senador para o ex-vereador de Boa Vista, Telmário Mota.
Em fevereiro de 2017, anunciou sua saída do PTB, visto que o Senador Telmário Mota se filiou ao partido. Entretanto, em março de 2020, anunciou seu retorno ao PTB. Em 2022, anunciou sua migração ao Progressistas.

## Controvérsias
Na sabatina de Ellen Gracie Northfleet, ministra do STF, indicada em 2006 para a presidência do Conselho Nacional de Justiça, Cavalcanti fez comentários machistas em seu voto, afirmando que votava como "médico ginecologista" e "como ginecologista, aprendi a lidar de perto com as mulheres, a entender muito profundamente a sensibilidade feminina".
Mozarildo Cavalcanti disse que o interesse de políticos por emissoras de televisão é para se promover: 
O papel da TV é ser uma vitrine para o político ficar em evidência permanente. Para mostrar os pronunciamentos e participações em audiências públicas, de forma que ele pareça mais inteligente e mais bem preparado que os demais.— Mozarildo Calvacanti
 Em 2016, Cavalcanti era sócio, com 45% das cotas, da Rede Tropical de Comunicação (Roraíma), mas decidiu se desfazer do negócio por não ter sido promovido politicamente pela emissora nas eleições de 2014, junto com o sócio Luciano Castro: 
A televisão não foi bom negócio para mim, nem como instrumento de divulgação política nem como investimento comercial. Eu tinha o ônus político de ser sócio da TV e não tinha o bônus. Não havia espaço para mim na emissora— Mozarildo Cavalcanti ao se desfazer do negócio com a emissora.
 Posteriormente, os dois ganharam cargos públicos. Após sair da TV, disse que "em Roraima temos uma situação de cartel", referindo-se à família do senador Romero Jucá, controladora das afiliadas da Rede Bandeirantes e da RecordTV do estado.